# Voděrady (ort i Tjeckien, lat 50,21, long 16,15)
Voděrady är en ort i Tjeckien. Den ligger i den nordöstra delen av landet, 120 km öster om huvudstaden Prag. Voděrady ligger 369 meter över havet och antalet invånare är 652.
Terrängen runt Voděrady är huvudsakligen platt. Voděrady ligger uppe på en höjd. Runt Voděrady är det ganska tätbefolkat, med 166 invånare per kvadratkilometer. Närmaste större samhälle är Rychnov nad Kněžnou, 10,0 km sydost om Voděrady. Trakten runt Voděrady består till största delen av jordbruksmark.